# سیارک ۲۵۰۶
سیارک ۲۵۰۶ (به انگلیسی: 2506 Pirogov، نامگذاری:1976QG1) دو هزار و پانصد و ششمین سیارک کشف شده‌است که در ۲۶ اوت ۱۹۷۶ کشف شد.
قدر مطلق سیارک برابر ۱۱٫۹۰ است.